# Ulla Salzgeber
Ulla Salzgeber (Oberhausen, 5 de agosto de 1958) es una jinete alemana que compitió en la modalidad de doma.
Participó en dos Juegos Olímpicos de Verano, obteniendo en total cuatro medallas, dos en Sídney 2000, oro por equipos (junto con Isabell Werth, Nadine Capellmann y Alexandra Simons de Ridder) y bronce en la prueba individual, y dos en Atenas 2004, oro por equipos (con Heike Kemmer, Hubertus Schmidt y Martin Schaudt) y plata individual.
Ganó cuatro medallas en el Campeonato Mundial de Doma, en los años 1998 y 2002, y siete medallas en el Campeonato Europeo de Doma entre los años 1997 y 2003.

## Palmarés internacional
| Juegos Olímpicos   | Juegos Olímpicos              | Juegos Olímpicos  | Juegos Olímpicos |
| Año                | Lugar                         | Medalla           | Categoría        |
| ------------------ | ----------------------------- | ----------------- | ---------------- |
| 2000               | Sídney (Australia)            | Medalla de oro    | Por equipos      |
| 2000               | Sídney (Australia)            | Medalla de bronce | Individual       |
| 2004               | Atenas (Grecia)               | Medalla de oro    | Por equipos      |
| 2004               | Atenas (Grecia)               | Medalla de plata  | Individual       |
| Campeonato Mundial |                               |                   |                  |
| Año                | Lugar                         | Medalla           | Categoría        |
| 1998               | Roma (Italia)                 | Medalla de oro    | Por equipos      |
| 1998               | Roma (Italia)                 | Medalla de bronce | Individual       |
| 2002               | Jerez de la Frontera (España) | Medalla de oro    | Por equipos      |
| 2002               | Jerez de la Frontera (España) | Medalla de bronce | Individual       |
| Campeonato Europeo |                               |                   |                  |
| Año                | Lugar                         | Medalla           | Categoría        |
| 1997               | Verden (Alemania)             | Medalla de oro    | Por equipos      |
| 1999               | Arnhem (Países Bajos)         | Medalla de oro    | Por equipos      |
| 1999               | Arnhem (Países Bajos)         | Medalla de plata  | Individual       |
| 2001               | Verden (Alemania)             | Medalla de oro    | Individual       |
| 2001               | Verden (Alemania)             | Medalla de oro    | Por equipos      |
| 2003               | Hickstead (Reino Unido)       | Medalla de oro    | Individual       |
| 2003               | Hickstead (Reino Unido)       | Medalla de oro    | Por equipos      |